# Weddells zadelrugtamarin
De Weddells zadelrugtamarin (Leontocebus weddelli)  is een zoogdier uit de familie van de klauwaapjes (Callitrichidae). De wetenschappelijke naam van de soort werd voor het eerst geldig gepubliceerd door Émile Deville in 1849.

## Taxonomie
De soort heeft de volgende drie ondersoorten:
- Leontocebus weddelli weddelli (Deville, 1849) (Weddells zadelrugtamarin)
- Leontocebus weddelli crandalli Hershkovitz, 1966 (Crandalls zadelrugtamarin)
- Leontocebus weddelli melanoleucus (A. Miranda-Ribeiro, 1912) (Witte tamarin)

## Voorkomen
De soort komt voor in het westen van het Amazonegebied in de grensstreek tussen Brazilië, Bolivia en Peru.

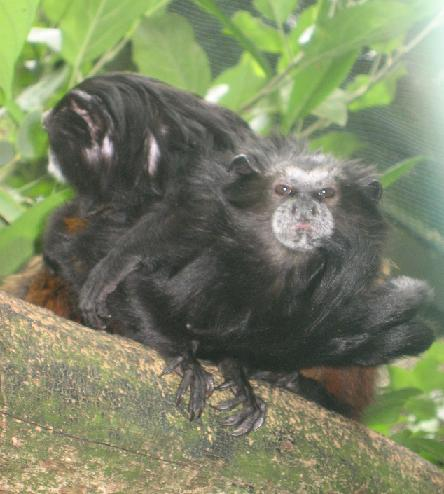
Zadelrugtamarins (Leontocebus weddelli weddelli) in Zoo Parc Overloon